# Katatonia
Katatonia je švédská metalová hudební skupina, kterou v roce 1991 založili zpěvák a bubeník Jonas Renkse a kytarista Anders Nyström. Později se ve skupině vystřídalo několik dalších hudebníků (Renkse například v roce 1999 přestal hrát na bicí a nahradil jej Daniel Liljekvist; v letech 2002 až 2005 Renkse hrál také na kytaru). Své první album nazvané Dance of December Souls skupina vydala v roce 1993 a do roku 2021 jich následovalo dalších jedenáct.

## Diskografie
Studiová alba
- Dance of December Souls (1993)
- Brave Murder Day (1996)
- Discouraged Ones (1998)
- Tonight's Decision (1999)
- Last Fair Deal Gone Down (2001)
- Viva Emptiness (2003)
- The Great Cold Distance (2006)
- Night Is the New Day (2009)
- Dead End Kings (2012)
- Dethroned & Uncrowned (2013)
- The Fall of Hearts (2016)
- City Burials (2020)
- Sky Void of Stars (2023)
- Nightmares as Extensions of the Waking State (2025)